# تبرماهی معمولی
تبرماهی معمولی (نام علمی: Gasteropelecus sternicla) نام یک گونه از سرده تبرشکم‌ها است.